# عیار

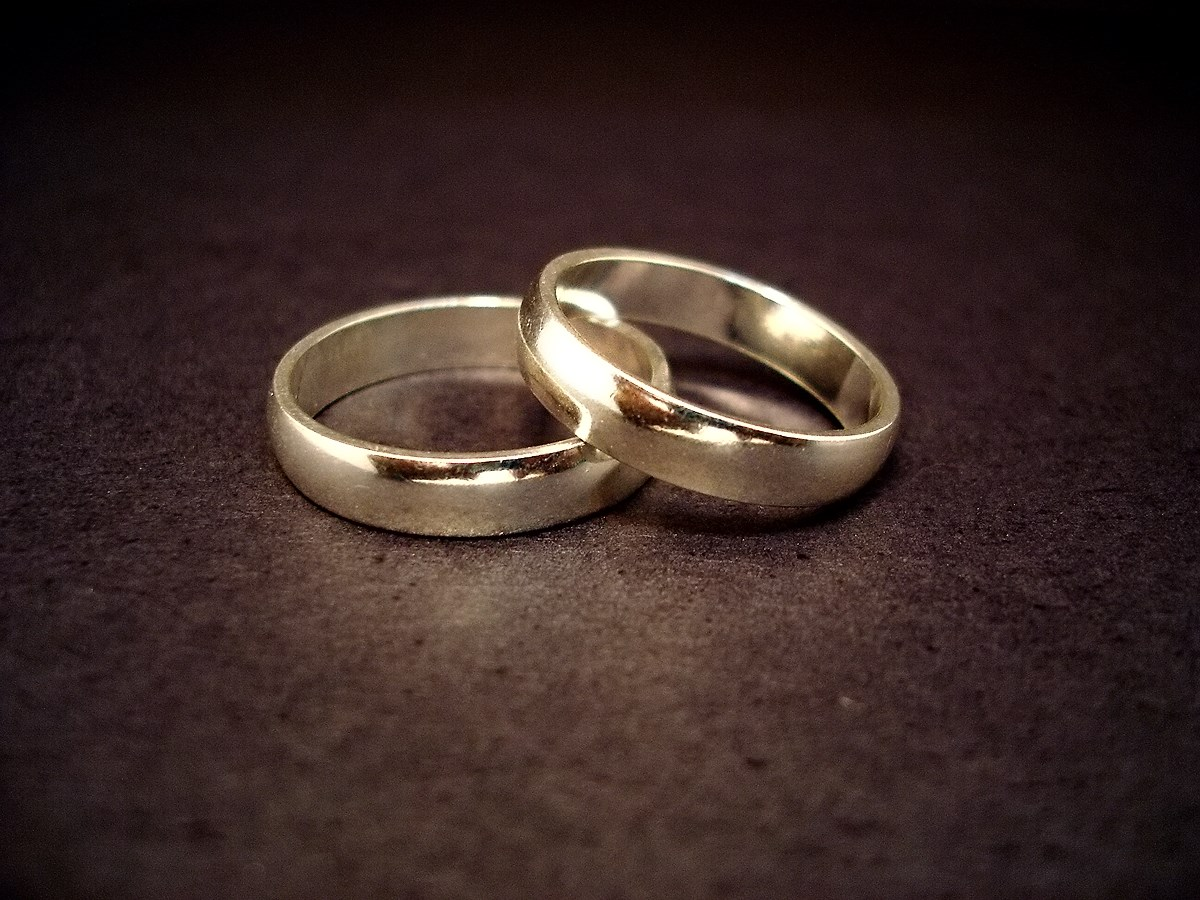
دو حلقه ازدواج برزیلی از طلای سفید ۱۴ عیار

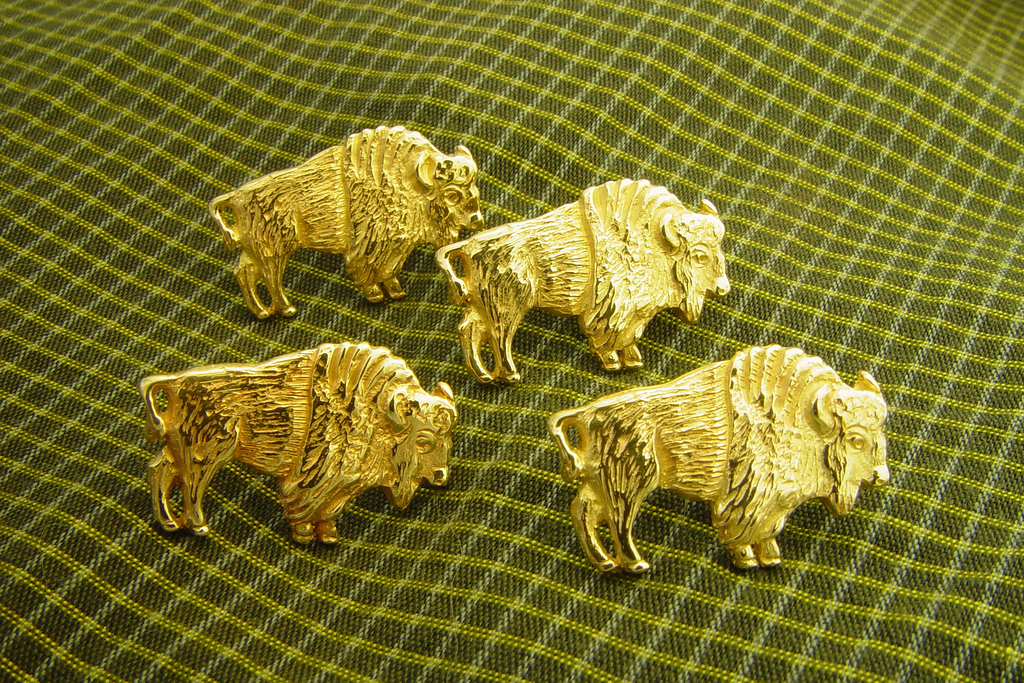
گاومیش با طلای زرد ۱۸ عیار

عیار واحد اندازه‌گیری خلوص آلیاژهای طلا و دیگر فلزات گران‌بها است. هر چند که برای سایر مواد هم به کار می‌رود.
عیار طلا معمولاً از واحد کامل ۲۴ بیان می‌شود. برای مثال طلای ۲۴ عیار طلای خالص با حداقل ۹۹٬۹ درصد طلا، و طلای ۱۸ عیار از ۷۵ درصد طلا و ۲۵ درصد فلز دیگر تشکیل شده است.
برای محاسبه عیار از فرمول زیر استفاده می‌شود:
{\displaystyle X=24\,{\frac {M_{g}}{M_{m}}}}
که در آن {\displaystyle {\mathit {X}}} عیار آلیاژ، {\displaystyle M_{g}} جرم خالص طلا یا پلاتین در جسم، و {\displaystyle M_{m}} . جرم کل جسم است
در زبان انگلیسی و دیگر زبان‌های اروپایی «عیار» را «قیرات» (carat یا Karat) با حرف اختصاری K می‌نامند که این قیرات را نباید با قیراط که یک یکای جرم برای اندازه‌گیری جرم سنگ‌های قیمتی و مروارید است اشتباه گرفت. هر قیراط ۲۰۰ میلی‌گرم (۰٫۲ گرم) است.
قیراط (املای ایالات متحده، نماد k یا Kt) یا قیراط (املای بریتانیا، نماد c یا Ct) یک معیار کسری از خلوص آلیاژهای طلا است. سیستم قیراط استانداردی است که توسط قانون فدرال ایالات متحده پذیرفته شده است.

## روش تعیین عیار
عیار طلا به روش‌های مختلف قابل تعیین است که در ادامه برخی از آنها تشریح شده است.

### روش سنتی
در این روش طلا را به روی سنگ کوارتز یا سنگ محک می‌کشند. عیارهای پایین‌تر از ۱۴ را توسط اسید نیتریک خالص با غلظت‌های مختلف و عیارهای بالاتر از ۱۴ را توسط تیزاب سلطانی یا مخلوط اسید نیتریک و نمک طعام سنجیده و خورندگی نمونهٔ مجهول را در برابر اسیدها، در مقایسه با کلیدهای نمونه معین می‌کند. البته این روش، روشی استاندارد و با دقت بالا نیست.

### روش اسپکتروفتومتر
مقدار معینی طلا را وزن نموده و در تیزاب سلطانی حل کرده سپس با مقایسهٔ استانداردهای مختلف و با کشیدن منحنی، عیار نمونهٔ مجهول را معین می‌کنند.

## عیارهای مرسوم در طلاسازی بین‌المللی
طلای خالص با توجه به نرمی زیاد برای ساخت بیشتر وسایل مناسب نیست و به همین جهت بیشتر طلایی که در جواهرات به کار می‌رود، طلای خالص نیست. در کشورهای مختلف یک یا چند عیار برای طلاسازی مرسوم است. در کشورهای اروپایی طلای عیار پایین به دلیل قیمت کم‌تر رونق زیادی دارد اما در کشورهای شرقی به دلیل نگاه سرمایه‌ای مردم به طلا از عیارهای بالاتر برای تولید استفاده می‌شود. البته شرایط اقلیمی نیز در این مورد مؤثر است چراکه رطوبت بالا باعث تیرگی طلاهای عیار پایین‌تر می‌شود در نتیجه در هوای شرجی و گرم طلاهای عیار بالا محبوبیت بیشتری پیدا می‌کنند. در ایران معمولاً از عیار ۱۸ استفاده می‌شود و عیارهای ۲۰ و ۲۲ هم به رسمیت شناخته می‌شوند اما تولید طلا با عیار پایین‌تر از ۱۸ فقط برای صادرات مجاز است و عرضه آن در بازار داخل ممنوع است. البته در گذشته طلاهای ۱۷ عیار هم در ایران ساخته می‌شدند. عیار سکه‌ها معمولاً بالاتر از عیار جواهرات است و گاهی از طلای خالص هم در سکه‌زنی استفاده می‌شود. در ایران تمام انواع سکه‌های بهار آزادی با عیار ۲۱٫۶ (۹۰٪) ضرب می‌شوند.
| منطقه                                          | عیار مرسوم                                               |
| ---------------------------------------------- | -------------------------------------------------------- |
| کشورهای عربی، چین، هنگ کنگ، تایوان             | ۲۴ عیار - حداقل ۹۹٪                                      |
| کشورهای عربی، هند، بنگلادش، پاکستان، سری لانکا | ۲۲ عیار (۹۱٫۶٪)                                          |
| کشورهای عربی منطقه خلیج فارس                   | ۲۱ عیار (۸۷٫۵٪)                                          |
| جنوب اروپا، پرتغال                             | ۱۹٫۲ عیار (۸۰٪)                                          |
| جنوب اروپا، ایران و مصر                        | ۱۸ عیار (۷۵٪)                                            |
| شمال اروپا، اسکاندیناوی و آلمان                | ۸ تا ۱۸ عیار (۳۳٬۳٪ تا ۷۵٪)                              |
| روسیه، شوروی سابق                              | ۹ عیار و ۱۴ عیار قدیم (۵۸۳ از هزار) و جدید (۵۸۵ از هزار) |
| بریتانیا                                       | ۹ تا ۲۲ عیار (۳۷٫۵٪ تا ۹۱٫۶٪)                            |
| ایالات متحده و کانادا                          | ۱۰ تا ۱۸ عیار (۴۱٫۷٪ تا ۷۵٪)                             |
| ترکیه                                          | ۱۴ عیار تا ۲۱ عیار                                       |

رایج‌ترین عیارهای‌های مورد استفاده برای فلزات گرانبها و رایج‌ترین اصطلاحات مرتبط با آنها شامل موارد ذیل است.

### پلاتین
- ۹۹۹٫۹۵: چیزی که اکثر فروشندگان ۱۰۰٪ خالص می‌خرند. رایج‌ترین خلوص برای سکه‌ها و شمش‌های پلاتین
- ۹۹۹- عیار سه نه
- ۹۵۰: رایج‌ترین خلوص برای جواهرات پلاتین
- ۹۲۵
- ۹۰۰- عیار یک نه
- ۸۵۰
- ۷۵۰

### طلا
- ۹۹۹٫۹۹۹- عیار شش نه: خالص‌ترین طلای تولید شده تا کنون. پالایش شده توسط ضرابخانه پرث در سال 1957.[۷][۸]
- ۹۹۹٫۹۹- عیار پنج نه: خالص‌ترین نوع طلای تولید شده در حال حاضر. ضرابخانه سلطنتی کانادا به‌طور مرتب سکه‌های یادبودی با این ظرافت تولید می‌کند، از جمله بزرگ‌ترین سکه‌های جهان با ۱۰۰ عدد. کیلوگرم.[۹]
- ۹۹۹٫۹- عیار چهار نه: محبوب‌ترین. به عنوان مثال، سکه‌های معمولی ورق افرا طلای کانادایی و سکه‌های بوفالو آمریکایی
- ۹۹۹- ۲۴ قیراط، که گاهی به عنوان عیار سه نه نیز شناخته می‌شود: به عنوان مثال، سکه‌های پاندا طلای چینی
- ۹۹۵: حداقل مجاز در شمش طلا Good Delivery
- ۹۹۰- عیار دو نه
- ۹۸۶- ظرافت دوکات: قبلاً توسط ضرابخانه‌های ونیزی و امپراتوری مقدس روم استفاده می‌شد. هنوز در اتریش و مجارستان استفاده می‌شود
- ۹۵۸٫۳- ۲۳ قیراط
- ۹۱۶- ۲۲ عیار: تاج طلا. از لحاظ تاریخی، پرکاربردترین ظرافت برای سکه‌های شمش طلا، مانند قدیمی‌ترین ارزش‌های عقاب آمریکایی از ۱۷۹۵ تا ۱۸۳۳. در حال حاضر برای حاکمان بریتانیا، کروگراندهای آفریقای جنوبی، و عقاب‌های طلایی آمریکایی مدرن (۱۹۸۶ تا کنون) استفاده می‌شود.
- ۹۰۰- عیار یک نه: فرقه‌های عقاب آمریکایی برای ۱۸۳۷–۱۹۳۳; در حال حاضر در ضربات اتحادیه پولی لاتین استفاده می‌شود (به عنوان مثال " سکه ناپلئون " فرانسه و سوئیس ۲۰ فرانک)
- ۸۹۹ - عقاب‌های آمریکایی به‌طور خلاصه برای ۱۸۳۴–۱۸۳۶
- ۸۳۴- ۲۰ قیراط
- ۷۵۰- ۱۸ قیراط: در اسپانیا oro de primera ley (طلا قانون اول)
- ۶۲۵- ۱۵ قیراط
- ۵۸۵- ۱۴ قیراط
- ۵۸۳٫۳- ۱۴ قیراط: در اسپانیا oro de segunda ley (طلا قانون دوم)
- ۵۰۰- ۱۲ قیراط
- ۴۱۷- ۱۰ عیار: کمترین عیار طلای جامد قانونی ساخته شده در ایالات متحده
- ۳۷۵- ۹ قیراط
- ۳۳۳- ۸ قیراط: حداقل استاندارد طلا در آلمان پس از 1884[۱۰]

### نقره
- ۹۹۹٫۹۹- عیار پنج نه: خالص‌ترین نقره تولید شده تا کنون. این توسط شرکت سلطنتی نقره بولیوی به دست آمد.[۱۱]
- ۹۹۹٫۹- عیار چهار نه: نقره فوق‌العاده ظریف که توسط ضرابخانه سلطنتی کانادا برای برگ افرا نقره ای و سایر سکه‌های نقره استفاده می‌شود.
- ۹۹۹- نقره خوب یا عیار سه نه: در شمش‌های شمش تحویل خوب و بیشتر سکه‌های شمش نقره فعلی استفاده می‌شود. در سکه‌های یادبود نقره ایالات متحده و سکه‌های اثبات نقره از سال ۲۰۱۹ استفاده می‌شود[۱۲]
- ۹۸۰: استاندارد رایج مورد استفاده در مکزیک حدوداً. ۱۹۳۰–۱۹۴۵
- ۹۵۸: (۲۳⁄۲۴) نقره بریتانیا[۱۳]
- ۹۵۰: استاندارد اول فرانسه
- ۹۴۷٫۹: ۹۱ زولوتنیک نقره روسی
- ۹۳۵: استاندارد سوئیس برای قاب‌های ساعت پس از سال ۱۸۸۷، مطابق با قانون مارک‌های کالای بریتانیا و درجه یکسانی با ۹۲۵ استرلینگ. ادعا می‌شود که به عنوان یک سوء تفاهم سوئیسی از استاندارد مورد نیاز برای استرلینگ بریتانیا به وجود آمده است. معمولاً با سه خرس سوئیسی مشخص می‌شود.
- ۹۳۵: در دوره هنر دکو در اتریش و آلمان استفاده شد. جواهرات نقره اسکاندیناوی پس از جنگ جهانی دوم از نقره ۹۳۵ استفاده کردند
- ۹۲۵: (۳۷⁄۴۰) نقره استرلینگ انگلستان از اوایل قرن دوازدهم از این آلیاژ استفاده کرده است. معادل plata de primera ley در اسپانیا (نقره قانون اول)
- ۹۱۷: استانداردی که برای ضرب نقره هند (روپیه)، در دوران راج بریتانیا و برای برخی از سکه‌ها در اولین جمهوری برزیل استفاده می‌شد.
- ۹۱۶: ۸۸ زولوتنیک نقره روسی
- ۹۰۰: عیار یک نه، نقره سکه ای، یا ۹۰٪ نقره: به عنوان مثال موی روان و سکه‌های نقره ۱۸۳۷–۱۹۶۴ ایالات متحده. همچنین در سکه‌های یادبود نقره ایالات متحده و سکه‌های اثبات نقره ۱۹۸۲–۲۰۱۸ استفاده می‌شود.
- ۸۹۲٫۴: ضرب سکه ایالات متحده۱۴۸۵⁄۱۶۶۴ "نقره استاندارد" همان‌طور که توسط قانون ضرب سکه ۱۷۹۲ تعریف شده است: به عنوان مثال سکه‌های نقره ای ایالات متحده نیم تنه و نیم تنه درپوش دار (۱۷۹۵–۱۸۳۶)
- 875: 84 zolotnik رایج‌ترین ظرافت برای نقره روسی است. استاندارد سوئیس که معمولاً برای قاب‌های ساعت صادراتی استفاده می‌شود (همچنین ۸۰۰ و بعد از آن ۹۳۵).
- ۸۳۵: استانداردی که عمدتاً بعد از ۱۸۸۴ در آلمان و برای مقداری نقره هلندی استفاده شد. و برای ضرب سکه در کشورهای اتحادیه پولی لاتین
- ۸۳۳: (۵⁄۶) یک استاندارد رایج برای نقره قاره ای به ویژه در میان هلندی‌ها، سوئدی‌ها و آلمانی‌ها
- ۸۳۰: استاندارد متداول مورد استفاده در نقره قدیمی اسکاندیناوی
- ۸۰۰: حداقل استاندارد برای نقره در آلمان پس از ۱۸۸۴. استاندارد دوم فرانسه برای نقره؛ "plata de segunda ley" در اسپانیا (نقره قانون دوم)؛ نقره مصر؛ سکه در گردش نقره کانادا از 1920-1966/7[۱۴]
- ۷۵۰: یک استاندارد نقره ای غیر معمول که در نقره قدیمی آلمان، سوئیس و اتریش-مجارستان یافت می‌شود.
- ۷۲۰: دکوپلاتا:[۱۵] بسیاری از سکه‌های نقره مکزیکی و هلندی از این استاندارد استفاده می‌کنند، و همچنین برخی از سکه‌های مستعمرات سابق پرتغال،[۱۶] ژاپن،[۱۷] اروگوئه،[۱۸] اکوادور، مصر و مراکش.
- ۶۰۰: در برخی از نمونه‌های سکه‌های ژاپنی پس از جنگ، مانند سکه ۱۰۰ ینی ۱۹۵۷–۱۹۶۶ استفاده می‌شود.
- ۵۰۰: استانداردی که برای ساخت سکه‌های بریتانیایی ۱۹۲۰–۱۹۴۶ و همچنین سکه‌های کانادایی از ۱۹۶۷–۱۹۶۸ و برخی از سکه‌های کلمبیا و برزیل استفاده می‌شود.
- ۴۰۰: استاندارد برای نیم دلار آمریکا بین سال‌های ۱۹۶۵ و ۱۹۷۰ و دلارهای یادبود آیزنهاور بین سال‌های ۱۹۷۱ و ۱۹۷۸ استفاده شد. همچنین در برخی از سکه‌های کرون سوئد استفاده می‌شود.
- ۳۵۰: استاندارد مورد استفاده برای "نیکل‌های جنگی" جفرسون ایالات متحده که بین سال‌های ۱۹۴۲ و ۱۹۴۵ ضرب شد.